# Hyperaspis oregona
Hyperaspis oregona är en skalbaggsart som beskrevs av Theodosius Grigorievich Dobzhansky 1941. Hyperaspis oregona ingår i släktet Hyperaspis och familjen nyckelpigor. Inga underarter finns listade i Catalogue of Life.
Artens utbredningsområde är Nordamerika.